# Accidente aéreo del Sikorsky S-76 de 2020
El 26 de enero de 2020, un helicóptero Sikorsky S-76B se estrelló en la ciudad de Calabasas, California, a unas 30 millas (48 km) al noroeste del centro de Los Ángeles, mientras se dirigía del aeropuerto John Wayne al aeropuerto de Camarillo. Las nueve personas a bordo murieron: el jugador de baloncesto profesional retirado Kobe Bryant y su hija Gianna, de 13 años; el entrenador de béisbol John Altobelli, su esposa Keri y su hija Alyssa; Sarah Chester y su hija Payton; la entrenadora de baloncesto Christina Mauser; y el piloto, Ara Zobayan.
Las actualizaciones de la investigación publicadas por la Junta Nacional de Seguridad en el Transporte (NTSB) durante la investigación del accidente afirmaron que:
- El helicóptero no estaba equipado con un registrador de datos de vuelo (FDR) o una grabadora de voz de cabina (CVR) ni se requería que lo tuviera.[2]
- Las pruebas de toxicología realizadas por el laboratorio de la Ciencia Forense de la FAA en muestras del piloto revelaron que no se detectó etanol en el hígado ni en el músculo y no se detectaron drogas en el hígado.[3]
- Las secciones visibles de los motores no mostraron evidencia de una falla interna no contenida o catastrófica.[2]

El accidente fue luego investigado por la Junta Nacional de Seguridad en el Transporte (NTSB), que concluyó que fue causado por el vuelo VFR continuo en IMC: el helicóptero entró en una capa de nubes bajas, lo que provocó que el piloto perdiera el sentido de la orientación y, por tanto, el control del helicóptero.
La muerte de Bryant provocó múltiples recuerdos y homenajes, incluidos los del entonces presidente estadounidense Donald Trump y los expresidentes Barack Obama y Bill Clinton. 

## Helicóptero

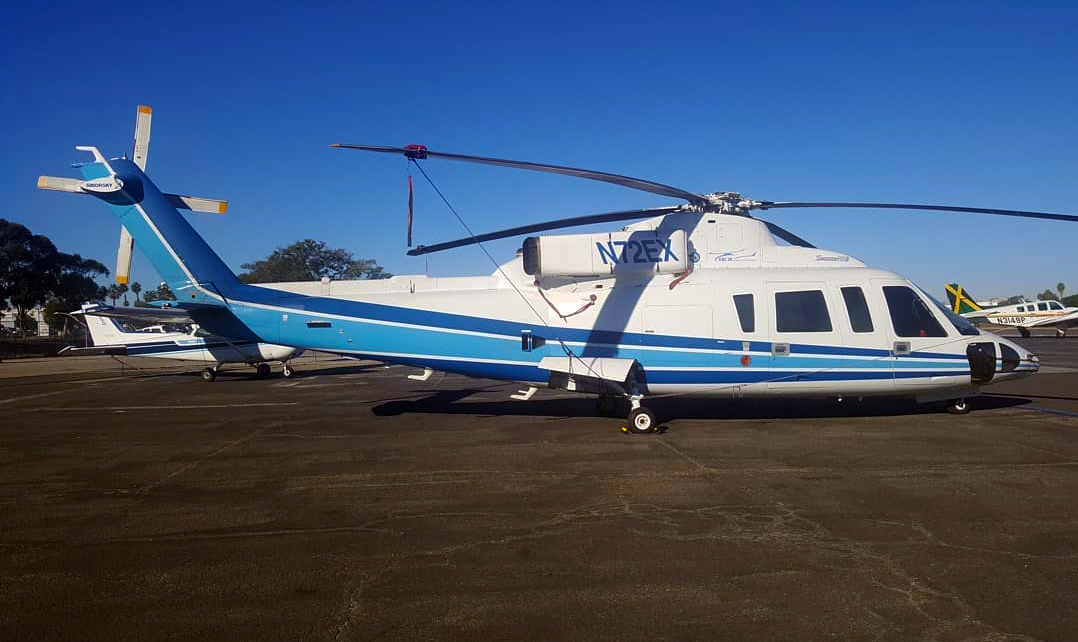
N72EX, modelo Sikorsky S-76B, involucrado en el accidente. Fotografía tomada el 14 de noviembre de 2018.

Hasta 2015, el helicóptero Sikorsky S-76B N72EX era propiedad del Estado de Illinois, que lo utilizaba para transportar gobernadores y otros funcionarios. De acuerdo con los registros de la FAA y el Secretario de Estado de California, el helicóptero fue registrado en la Island Express Holding Corporation, con sede en Fillmore, California.
El compartimiento de pasajeros del helicóptero se convirtió de la configuración de doce asientos (como N761LL) a ocho después de la venta a Island Express. No se sabía en general después del accidente si Bryant había alquilado el avión o arrendado a tiempo completo.
La aeronave no tenía una grabadora de datos de vuelo (FDR) o una grabadora de voz de cabina (CVR). Los helicópteros en los Estados Unidos no están obligados a transportarlos. Aunque el S-76B originalmente tenía un CVR instalado, los registros muestran que Island Express retiró el CVR poco después de adquirir el helicóptero del estado de Illinois en marzo de 2016. El helicóptero tampoco estaba equipado con un sistema de advertencia de conciencia del terreno (TAWS); aunque la NTSB recomendó que todos los helicópteros equipados con seis o más asientos de pasajeros estén equipados con un TAWS después de un accidente de un S-76A en 2004, la FAA no implementó la recomendación.

## Accidente

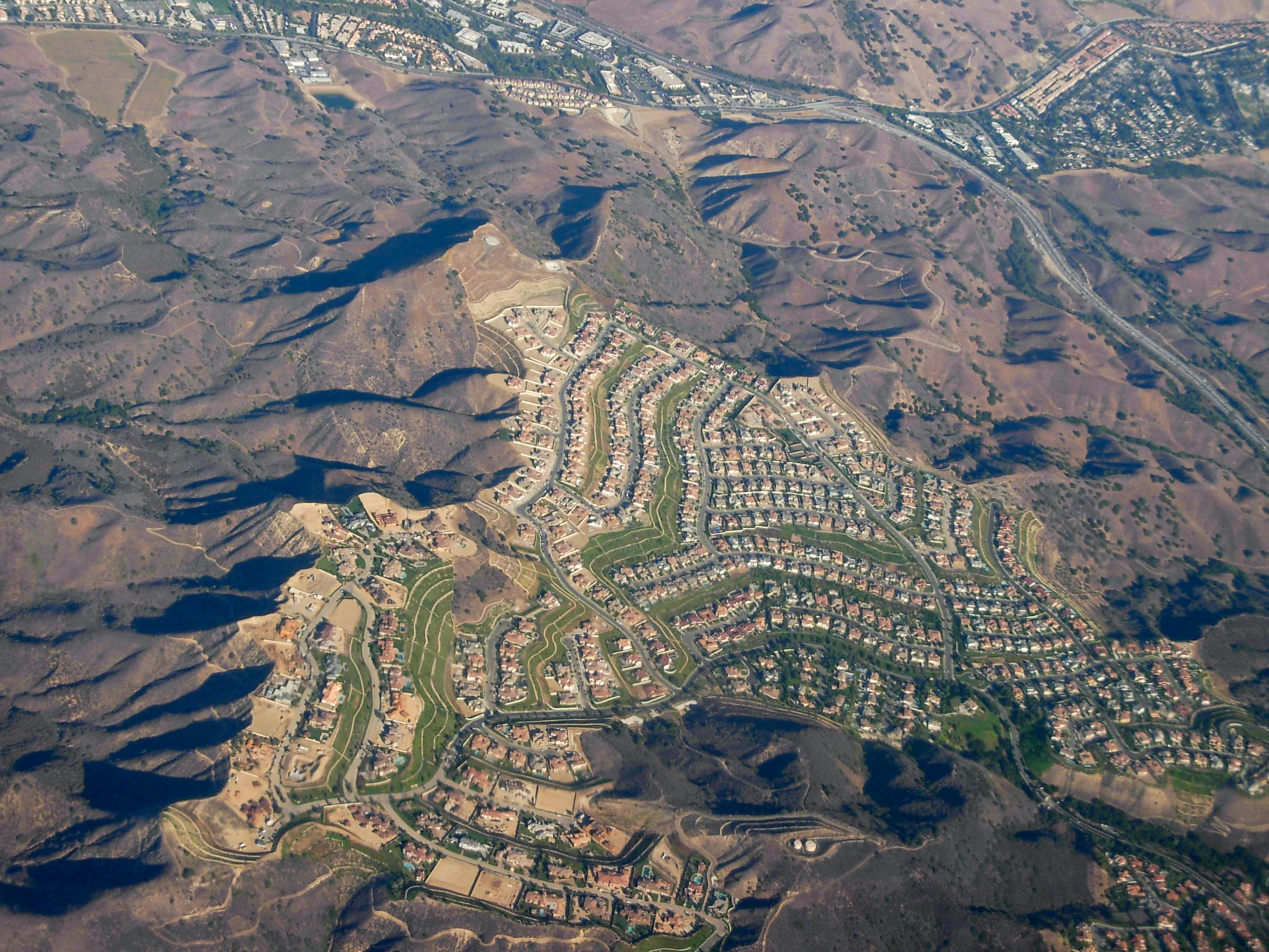
El helicóptero se estrelló en la esquina superior izquierda, justo debajo del estanque de retención en una ladera.

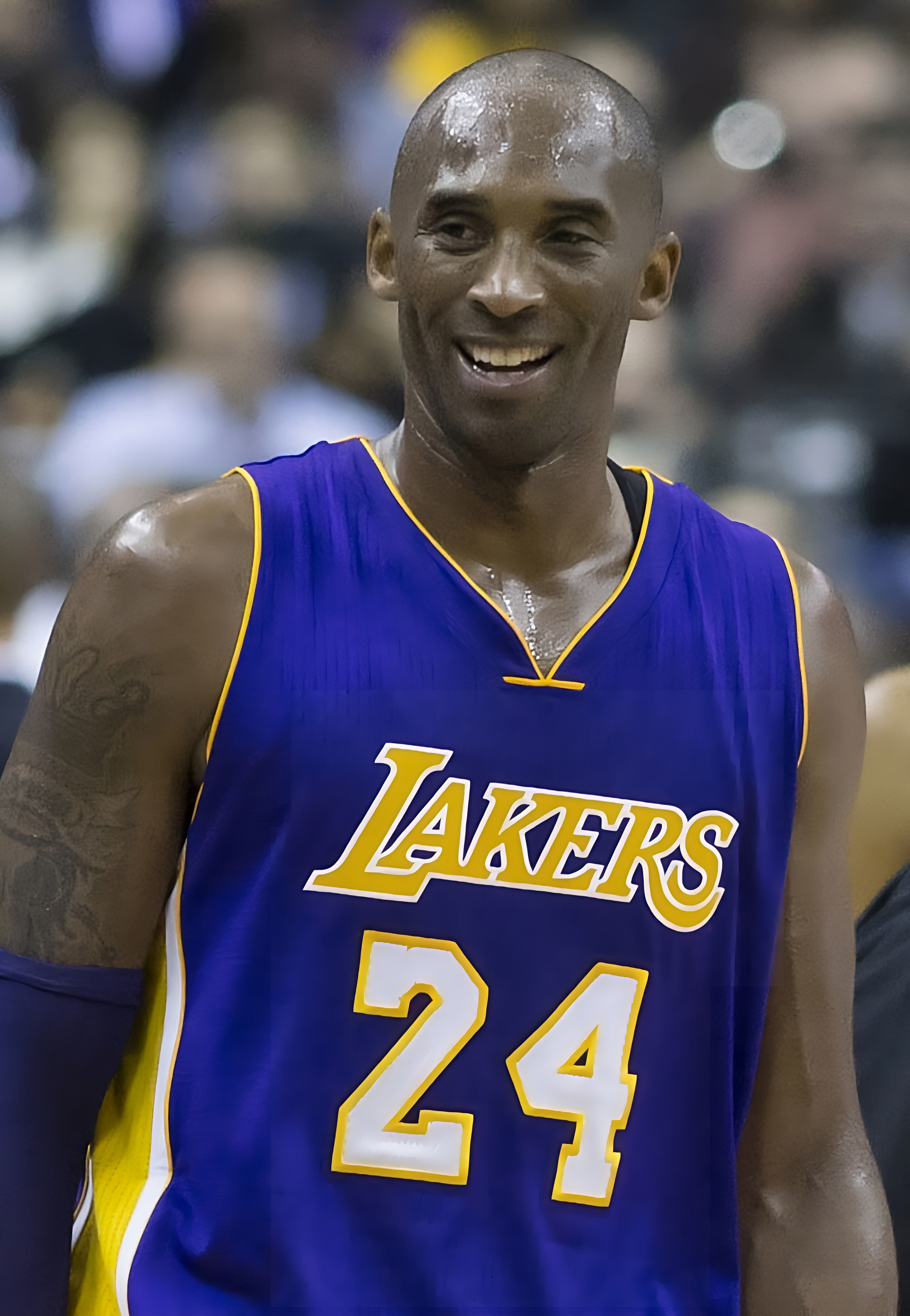
Kobe Bryant con Los Angeles Lakers en 2015.

El 26 de enero a las 9:06 a. m. (PT) Bryant, su segunda hija Gianna y otras siete personas partieron desde el Aeropuerto John Wayne (SNA) en el condado de Orange en un Sikorsky S-76 Spirit registro N72EX propiedad de Bryant. Se dirigían a un partido de baloncesto en su Academia de Deportes Mamba en Thousand Oaks. Kobe iba a entrenar a Gianna mientras jugaba. El helicóptero pasó sobre Boyle Heights, cerca del Dodger Stadium, y dio vueltas sobre Glendale durante el vuelo. El helicóptero se registró en Island Express Holding Corp., con sede en Fillmore, según la base de datos de negocios de la Secretaría de Estado de California. Los registros de vuelo mostraron que el helicóptero había realizado el mismo viaje el día anterior sin incidentes al Aeropuerto de Camarillo (CMA), un importante aeropuerto de aviación general a unos 20 minutos en coche de la Academia Deportiva Mamba. El vuelo del día anterior había tomado solo 30 minutos; en contraste, conducir desde la casa de Bryant en Newport Beach hasta la academia hubiera tomado al menos dos horas.

### Condiciones climáticas
La División de Apoyo Aéreo de la Policía de Los Ángeles había dejado en tierra sus helicópteros de policía en la mañana del 26 de enero debido a la poca visibilidad y a la baja altura de las nubes (niebla). Las reglas de la División de Apoyo Aéreo requieren al menos 2 millas (3.2 km) de visibilidad y un techo de nubes de 800 pies (240 m). En el momento en que N72EX despegó de SNA, la visibilidad era de 8 km (5 millas) con un techo de nubes de 400 m (1300 pies), y fue operado por Island Express Helicopters Inc. como un 14 CFR 135 (Parte 135) vuelo de pasajeros bajo demanda bajo las reglas de vuelo visual (VFR). Volar a través de las nubes es posible si un piloto elige operar bajo reglas de vuelo por instrumentos (IFR), pero según un antiguo piloto de Island Express y los registros de la FAA, los pilotos de la compañía no podían volar bajo IFR. Además, el certificado de operación del Parte 135 de la compañía, emitido en 1998, limitaba las operaciones a vuelos bajo demanda VFR. Incluso si el certificado de operación y las reglas de la compañía hubieran permitido volar bajo IFR, esa opción habría dado lugar a demoras y desvíos prolongados (con el consiguiente ahorro de tiempo previsto) debido a la congestión severa en el espacio aéreo controlado de Los Ángeles. El estatus de celebridad de Bryant no le habría dado prioridad al helicóptero en ese espacio aéreo.
Según una estación meteorológica automatizada, el techo de nubes (fondo de la capa de nubes) en el aeropuerto Van Nuys estaba a 1100 pies (340 m) sobre el nivel del suelo. Más cerca del sitio del accidente, la cima de la nube se extendió hasta 2400 pies (730 m) sobre el nivel medio del mar, lo que significa que los aviones entre esas dos altitudes estarían envueltos en nubes.

### Vuelo
Debido a que las reglas de vuelo visual prohíben que un piloto vuele dentro o cerca de las nubes, el helicóptero ascendió a una altitud de 800 pies (240 m) sobre el nivel medio del mar mientras volaba hacia el noroeste desde SNA. En la mayoría de sus vuelos anteriores a Camarillo, el helicóptero giró hacia el oeste en el centro de Los Ángeles y sobrevoló la sierra de Santa Mónica hasta que tomó la autopista Ventura (US 101). El 26 de enero, esa no era una opción para los vuelos VFR debido a una capa marina profunda que había empujado la niebla desde el Océano Pacífico hacia las montañas de Santa Mónica. En cambio, el helicóptero continuó hacia el noroeste, pasó sobre Boyle Heights cerca del Dodger Stadium y comenzó a seguir la ruta de la Autopista Golden State (I-5). A medida que el vuelo se acercaba a Glendale, el piloto solicitó permiso a los controladores aéreos del Aeropuerto de Hollywood Burbank para hacer la transición a la autopista Ventura (US 101); Los controladores de Burbank informaron al piloto que las condiciones climáticas alrededor del aeropuerto dictaron IFR y mantuvieron el helicóptero dando vueltas en un patrón de espera durante 11 minutos a partir de las 9:21 a. m. (17:21 UTC) antes de otorgarle el permiso a las 9:32 a. m. (17:32 UTC) para proceder al espacio aéreo controlado alrededor del aeropuerto de Burbank.
El permiso para proceder se otorgó bajo VFR especial, que requiere que el piloto permanezca a menos de 2500 pies (760 m) de altitud. El helicóptero subió a una altitud de 1400 pies (430 m) s. n. m. (sobre el nivel del mar) Después de pasar por el espacio aéreo controlado de Burbank, el vuelo giró hacia el oeste, siguiendo la autopista Ronald Reagan (SR 118) al pasar al espacio aéreo controlado del aeropuerto Van Nuys; los controladores de Van Nuys aprobaron poco después un giro hacia el sudoeste hacia la autopista Ventura (US 101) a las 9:39 a. m. (17:39 UTC). El piloto Ara Zobayan luego confirmó que todavía estaba en condiciones de vuelo VFR a 1500 pies (460 m) y reconoció la transferencia al control de tráfico aéreo del sur de California (SCT).
A las 9:42 a. m. (17:42 UTC), el helicóptero había llegado y comenzó a seguir la Autopista Ventura hacia el oeste, entrando en un terreno más montañoso en el borde occidental del Valle de San Fernando. A las 9:44 a. m. (17:44 UTC), en respuesta a una solicitud del piloto, el controlador de SCT informó al helicóptero que estaba demasiado cerca del terreno para el seguimiento del vuelo, un servicio de rastreo que habría proporcionado al vuelo VFR un continuo verbal actualizaciones sobre tráfico aéreo. El controlador SCT finalizó el seguimiento del vuelo y posteriormente fue relevado por un controlador diferente. Debido a que el controlador SCT original había dejado de funcionar, el controlador de alivio le pidió al piloto que lo identificara y le preguntó cuáles eran sus intenciones. En una conferencia de prensa, Jennifer Homendy, miembro de la NTSB, declaró que el piloto le informó al control de tráfico aéreo que estaba subiendo el helicóptero para evitar una capa de nubes, con la intención de nivelar a 4000 pies (1200 m). Esta fue la última transmisión realizada por el piloto.
Cuando el suelo comenzó a elevarse, el helicóptero subió, ganando aproximadamente 1000 pies (300 m) de altitud en 36 segundos. De acuerdo con los datos del transpondedor, el helicóptero primero entró en un giro ascendente a la izquierda, tomando un rumbo sur y alcanzando su punto máximo a una altitud de 2300 pies (700 m) s. n. m. (1500 pies (460 m) sobre el nivel del suelo —s. n. s.—). Ocho segundos después, aproximadamente a las 9:45:18 a. m. (17:45 UTC) el helicóptero, continuando su giro a la izquierda hacia el sureste, comenzó a descender rápidamente. Alcanzó una velocidad de descenso de más de 4000 pies/min. (20 m/s) y una velocidad de avance de 160 nudos (300 km/h) antes de que golpeara una ladera a las 9:45:39 a. m. a una altitud de aproximadamente 1085 pies (331 m).

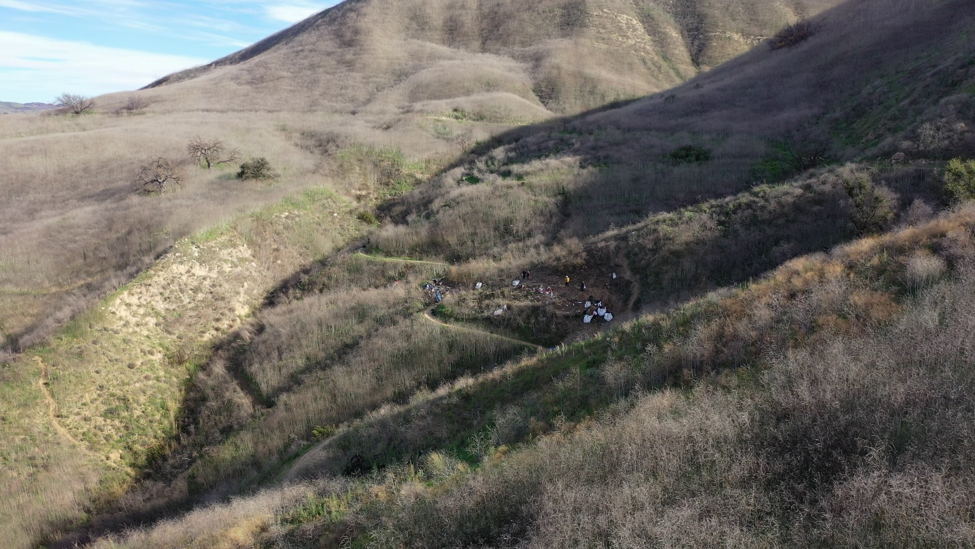
Imagen fija del video del dron en la última señal ADS-B grabada; el dron fue desplegado por NTSB para duplicar la ruta de vuelo de N72EX.

### Impacto

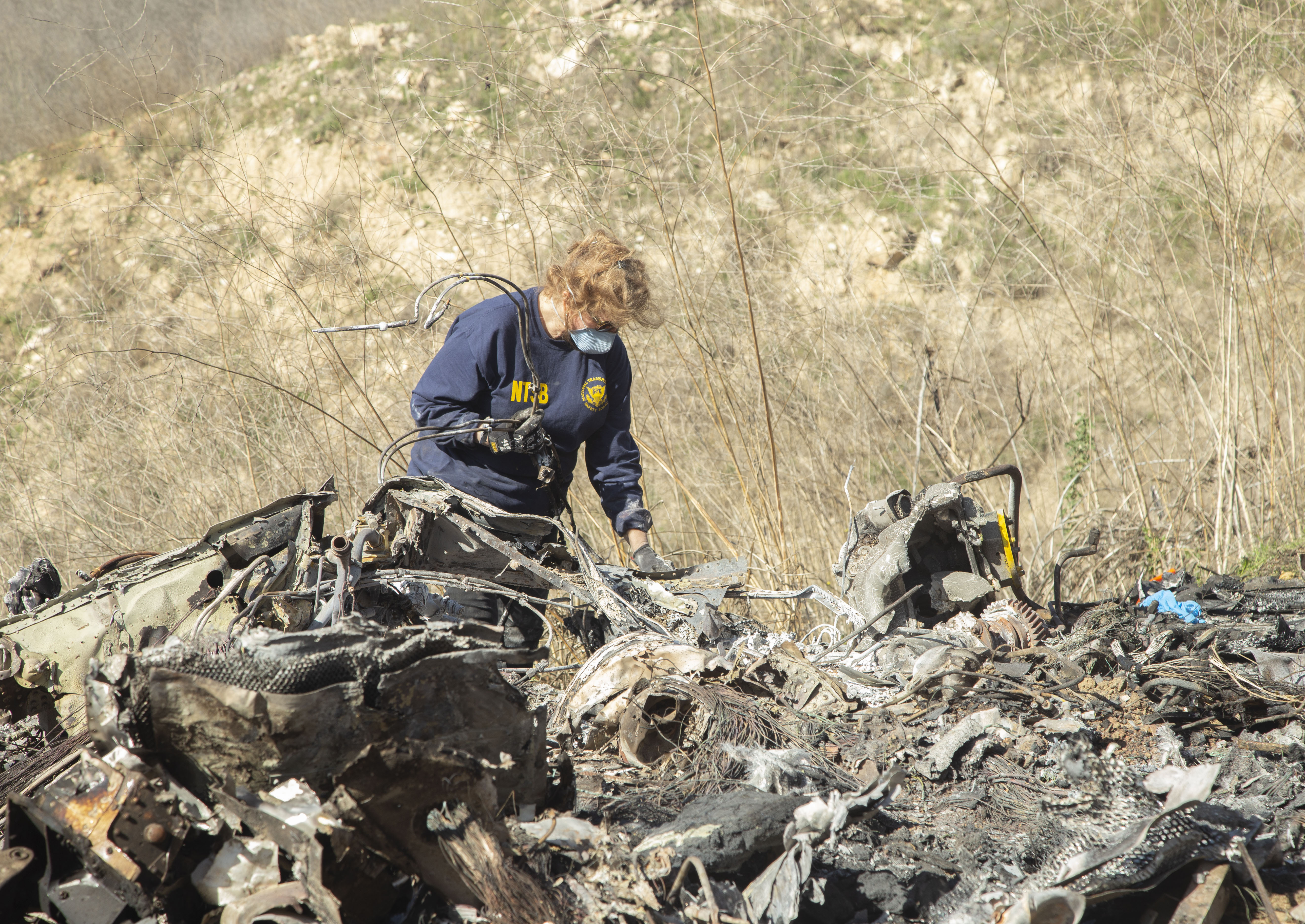
Una investigadora del NTSB mira entre los restos del siniestro.

El helicóptero se estrelló en Calabasas, California, alrededor de las 9:47 a. m. y se incendió. El siniestro fue cerca de la intersección de Las Virgenes Road y Willow Glen Street, según lo informado por una llamada de emergencia al 9-1-1 a las 9:47 a. m. (17:47 UTC). El accidente ocurrió en el New Millennium Loop Trail, en una ladera detrás de la sede del Distrito Municipal de Agua de Las Virgenes. La ladera es una tierra pública administrada tanto por el distrito del agua como por otra agencia gubernamental conocida como la Autoridad de Recreación y Conservación de las Montañas, y forma parte de un pequeño valle que también es el extremo superior del Cañón Malibu.
Se informó que las condiciones climáticas en ese momento era nubladas. El helicóptero cayó entre dos grupos de ciclistas de montaña que llamaron al 9-1-1. Los testigos informaron que el motor del helicóptero estaba «renqueando» antes del accidente. Otros informaron haber visto el helicóptero volando hacia el suelo a una «velocidad bastante significativa». No está claro si se realizó una llamada de socorro. Los datos de Flightradar24 parecen mostrar que el helicóptero se eleva abruptamente antes de estrellarse.
El choque provocó un incendio de forestal de un cuarto de acre (1000 m²) que fue difícil de extinguir debido a la presencia de magnesio (que reacciona con el oxígeno y el agua) Los bomberos del Departamento de Bomberos del Condado de Los Ángeles respondieron a la escena y extinguieron el incendio a las 10:30. Los escombros del accidente se dispersaron en terreno escarpado sobre un campo que se estima se extiende entre 500 y 600 pies (150 a 180 m). Los bomberos caminaron hasta el sitio y los paramédicos hicieron rápel desde un helicóptero a la zona, pero no pudieron localizar a ningún sobreviviente los nueve ocupantes del helicóptero murieron en el accidente. Según los exámenes realizados por el médico forense-forense del condado de Los Ángeles, los nueve ocupantes murieron por un traumatismo contundente.

## Víctimas
Los nueve ocupantes del helicóptero, incluyendo el piloto, murieron en el accidente. Entre las víctimas se encuentran:
- Kobe Bryant (41 años), exjugador de baloncesto que disputó 20 temporadas en Los Angeles Lakers, ganando cinco anillos de la NBA y dos medallas de oro con la selección de Estados Unidos.
- Gianna Maria Bryant (13 años), segunda hija de Kobe Bryant y jugadora de baloncesto del equipo de Mamba Academy.
- Christina Mauser (38 años), asistente en la escuela privada K-8 en Orange County y entrenadora del Mamba Academy.
- Alyssa Altobelli (13 años), compañera de Gianna.
- John Altobelli (56 años), padre de Alyssa y entrenador del equipo de baseball de la Universidad de Houston.
- Keri Altobelli (46 años), madre de Alyssa.
- Payton Chester (13 años), compañera de Gianna.
- Sarah Chester (45 años), madre de Payton.
- Ara Zobayan (50 años), piloto del helicóptero.

## Investigación
A las 11:24 a. m. (UTC−8), solo dos horas después del accidente, TMZ fue la primera fuente de noticias en confirmar la muerte de Kobe Bryant.TMZ fue criticado más tarde en una conferencia de prensa local de la policía por informar la historia antes de que la policía local tuviera la oportunidad de que la oficina del forense confirmara la identidad de los ocupantes e informara oficialmente a las familias. El alguacil del condado de Los Ángeles, Alex Villanueva, declaró: «Sería extremadamente irrespetuoso comprender que su ser querido haya fallecido y que se entere a través de TMZ».
A las 2:30 p. m. (UTC−8), el Sheriff del Condado de Los Ángeles y el Departamento de Bomberos del Condado de Los Ángeles ofrecieron una conferencia de prensa conjunta transmitida en vivo por Facebook que detalla los aspectos iniciales del accidente. La conferencia atrajo el enfado tanto de los medios como de los televidentes por estar «desorganizada». El jefe de bomberos del condado de Los Ángeles, Daryl Osby, confirmó que la Administración Federal de Aviación (FAA) y la Junta Nacional de Seguridad en el Transporte (NTSB) estaban investigando en el lugar.Por la tarde, llegó un «Equipo Go» compuesto por 18 personas, entre ellos especialistas e investigadores de la NTSB, para buscar el registrador de vuelo.Los nombres de las víctimas no se divulgarán hasta que se identifiquen los cuerpos y se notifique a los familiares. Como resultado del accidente, se inició una investigación sobre el Sikorsky S-76B de Lockheed Martin.
A las 8:00 p. m. (UTC−8), el Sheriff del Condado de Los Ángeles, el Departamento de Bomberos del Condado de Los Ángeles y el Departamento de Medicina Forense del Condado de Los Ángeles realizaron otra conferencia de prensa conjunta que no se transmitió en vivo.
Al día siguiente se informó de que los controladores del tráfico aéreo le dijeron al piloto que se encontraba a un «nivel demasiado bajo para el seguimiento de vuelo», lo que aparentemente había solicitado, momentos antes de que el helicóptero se estrellara contra la ladera. Esto significa que el helicóptero se encontraba demasiado bajo para que el control del tráfico aéreo pudiera seguirlo, pero no necesariamente significa que estuviera demasiado bajo para volar con seguridad.
Para el 28 de enero, el médico forense había recuperado los nueve cuerpos del lugar del accidente. Los cuerpos de Kobe Bryant y otras tres personas fueron identificados mediante huellas dactilares el 28 de enero, y los otros cinco cuerpos fueron identificados el 30 de enero después de pruebas y análisis de ADN.Las autopsias se realizaron el 28 de enero.El 1 de febrero, el médico forense había entregado la mayoría de los cuerpos de las víctimas a sus familias, incluidos los Bryant.

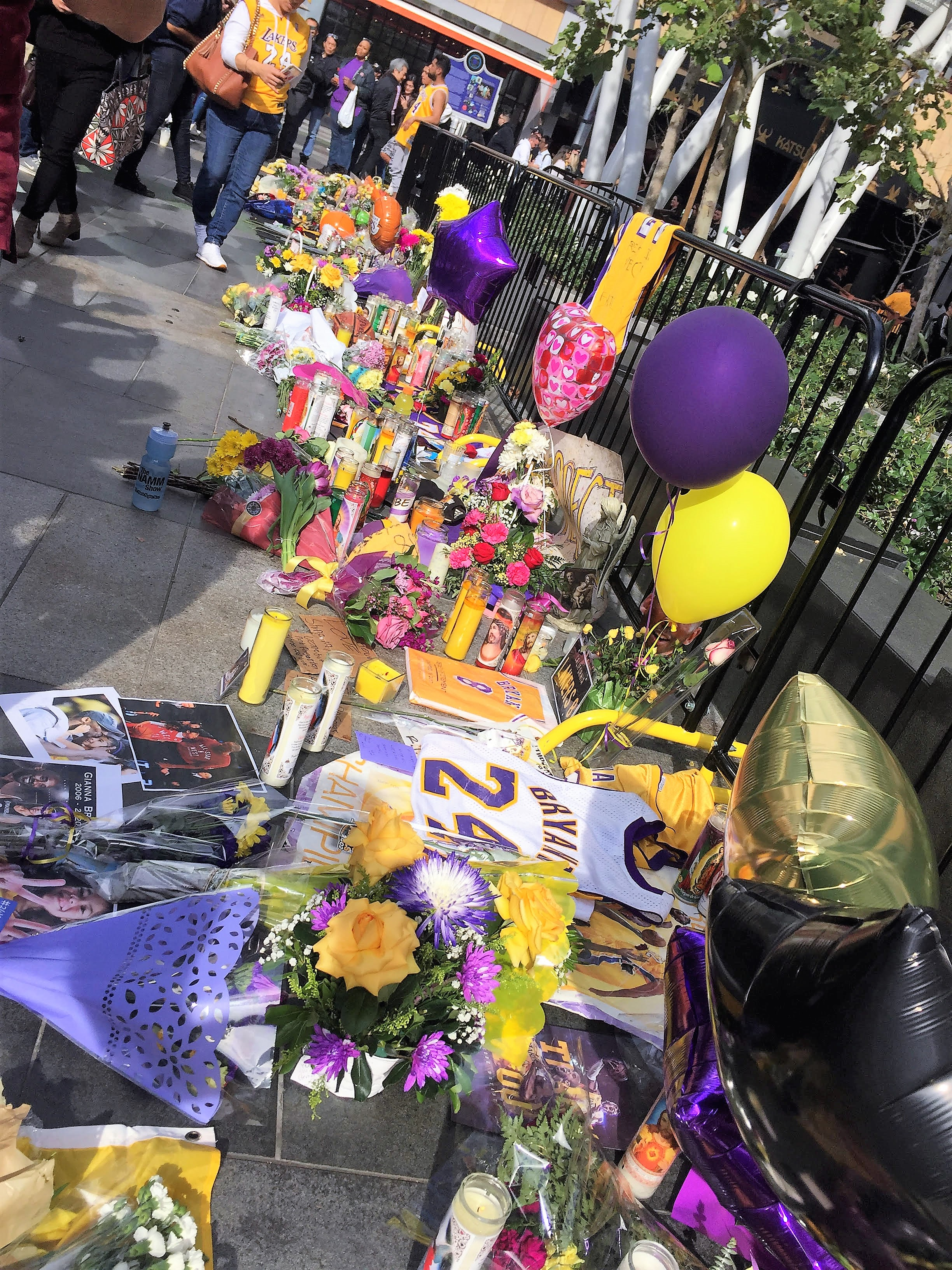
Poco después de la muerte de Bryant se estableció un memorial improvisado frente al Staples Center.

Un portavoz de la Junta Nacional de Seguridad en el Transporte dijo el 31 de enero que Island Express Helicopters, propietaria del helicóptero que se estrelló, no estaba certificada para volar en condiciones de niebla.
El 30 de enero, los restos del helicóptero fueron transportados desde Los Ángeles a Phoenix, Arizona, para que los investigadores de la NTSB los analizaran más a fondo.Sin embargo, el perímetro de seguridad permaneció en su lugar alrededor del lugar del accidente,pendiente de la remoción de materiales peligrosos (especialmente combustible para aviones y fluidos hidráulicos) por un equipo privado de limpieza de materiales peligrosos bajo la supervisión del Departamento de Control de Sustancias Tóxicas de California.
El 7 de febrero, la NTSB publicó una «actualización de investigación» sobre el accidente.Los hallazgos preliminares de la actualización de la NTSB mostraron que no hubo evidencia de falla del motor.El informe indicó que «las secciones visibles de los motores no mostraban evidencia de una falla interna no contenida o catastrófica»y que el daño a las palas era «consistente con una rotación motorizada en el momento del impacto».La actualización también reveló que el «cráter de impacto tenía 24 pies por 15 pies de diámetro y 2 pies de profundidad» y los restos principales se detuvieron a unos 127 pies del punto del impacto inicial en un ángulo de 347⁰ donde se consumieron por el fuego y gran parte del helicóptero, la cabina y la instrumentación estaban «muy fragmentados y destruidos» por el impacto y el incendio posterior.
El 24 de febrero de 2020, Vanessa Bryant, esposa de Kobe Bryant y madre de Gianna, presentó una demanda por homicidio culposo contra la compañía de helicópteros que transportaba a los 8 pasajeros, así como a los herederos de la propiedad del piloto, Ara Zobayan.
El 17 de junio, la NTSB publicó el expediente público sobre el accidente. Contenía más de 1.700 páginas «de informes factuales sobre operaciones, factores de supervivencia, desempeño humano, control del tráfico aéreo y desempeño de las aeronaves. El expediente también incluye transcripciones de entrevistas, fotografías y otros materiales de investigación».
El 9 de febrero de 2021, la NTSB celebró una reunión para determinar la causa probable del accidente.La Junta concluyó que Zobayan había volado hacia nubes espesas, en contra de los requisitos VFR; la desorientación espacial y la pérdida de control resultantes provocaron el accidente.Las posibles causas contribuyentes citadas fueron la presión autoinducida por el piloto para completar el vuelo y la supervisión inadecuada de Island Express sobre su proceso de gestión de la seguridad.El hecho de volar a una velocidad excesiva para las condiciones meteorológicas también se mencionó en el informe final.Incluso si el helicóptero hubiera estado equipado con un sistema de alerta y conocimiento del terreno (TAWS), no era probable que hubiera ayudado a evitar el accidente debido a la desorientación espacial del piloto.La "causa probable" dice:

La Junta Nacional de Seguridad en el Transporte determina que la causa probable de este accidente fue la decisión del piloto de continuar el vuelo bajo las reglas de vuelo visual en condiciones meteorológicas instrumentales, lo que provocó la desorientación espacial del piloto y la pérdida de control. Contribuyeron al accidente la probable presión autoinducida del piloto y su sesgo de continuación del plan, lo que afectó negativamente a su toma de decisiones, y la revisión y supervisión inadecuadas de los procesos de gestión de la seguridad por parte de Island Express Helicopters Inc.
 Informe final, Junta Nacional de Seguridad en el Transporte

## Dramatización
Este accidente fue presentado en el episodio 10 de la temporada 21 de la serie Mayday: catástrofes aéreas, titulado "Loss of a Legend", en Latinoamérica "Helicóptero letal", y en  España "La pérdida de una leyenda", transmitido en National Geographic Channel. Y luego el accidente fue presentado en la subserie Mayday: Informe Especial, titulado "Entrenamiento ignorado".